# Tamandaré (navio)
O Tamandaré foi o décimo-terceiro navio mercante brasileiro a ser atacado pelos submarinos do Eixo durante a Segunda Guerra Mundial. Seu afundamento ocorreu em 26 de julho de 1942, torpedeado pelo U-66, ao largo de Trinidad e Tobago, nos limites entre o Mar do Caribe e o Oceano Atlântico, causando a morte de quatro, dentre os 52 tripulantes a bordo.

## O navio
Pertencente à classe Hog Islander, foi construído entre 1918 e 1919, nos estaleiros da American Shipbuilding Shipping Corporation, na Filadélfia, mais precisamente, no antigo distrito de Hog Island — daí o nome da classe dos navios -, dentre um total de 122 unidades produzidas em massa, sob encomenda do governo dos Estados Unidos, para reestruturação de sua frota mercante, ao final da Primeira Guerra Mundial.
Como tal, possuía 4 942 toneladas de arqueação bruta de registro, 122,2 m de comprimento (118,9 m entre perpendiculares) por 16,5 m de largura e um calado de 8,3 m. Constituído de um casco de aço, era propelido através de turbinas a vapor, com potência de 2 500 HP, fazendo alcançar a velocidade de 11,5 nós.
Foi o quinto navio brasileiro dessa classe a ser atacado em 1942. Antes dele, quatro Hog Islanders do Lloyd Brasileiro já haviam sido alvo dos torpedos alemães e italianos: o Buarque, o Cairu, o Comandante Lira (o único que não afundou) e o Gonçalves Dias.

## História
Lançado em julho de 1919, ainda sob o nome Sheshequin, teve sua construção completada em agosto daquele ano, sendo rebatizado de City of Fairbury, pela Agência de Navegação Americana (US Shipping Board – USSB). Em 1938, é adquirido pela empresa americana Moore McCormack Co, com registro no Porto de Nova York, sob o nome de Mormacport.
Em 1940, é comprado pelo Lloyd Brasileiro, juntamente com outros navios da classe, e, então, renomeado Tamandaré, tendo o Rio de Janeiro, como porto de registro.
Seu nome brasileiro foi homenagem a Joaquim Marques Lisboa, militar brasileiro ao tempo do Império, mais conhecido pelo seu título nobiliárquico de Marquês de Tamandaré, ou ainda, pelo sua graduação militar de Almirante Tamandaré. Considerado herói nacional, é o patrono da Marinha de Guerra do Brasil.

## Afundamento
Antes da viagem, o mercante brasileiro recebeu informações de que a zona em que iria navegar estava infestada de submarinos. O Capitão-de-Longo-Curso José Martins de Oliveira, comandante da embarcação, resolve então modificar sua rota. A viagem transcorria tranquila, ao largo de Trinidad e Tobago, quando, na tarde do dia 25 de julho, os brasileiros são alertados de que um submarino alemão avariado navegava na superfície. Verificada a rota do inimigo, o Tamandaré achou que podia enfrentá-lo com a artilharia de bordo, um recurso que estava sendo utilizado pelo Brasil para minimizar os ataques sofridos aos seus navios. Feitos os cálculos, preparou-se o ataque. Vários disparos foram feitos do navio brasileiro, mas os alemães se defendiam com manobras rápidas.
Na madrugada do dia 26, às 2h10 (hora local; 8h15 pelo Horário da Europa Central), quando se preparava para novo ataque, o navio, vindo do Recife com cargas variadas (café, tecidos, medicamentos, areia monazítica e manganês), é surpreendido pelo ataque de outro submarino alemão – o U-66, comandado pelo Capitão-Tenente Friedrich Markworth. Desta vez, o u-boot teve melhor sorte e acabou por disparar uma salva de dois torpedos contra o Tamandaré. Era uma noite estrelada e de lua cheia, o que pode ter contribuído para a localização do navio, que, provavelmente, teve a sua posição informada pelo submarino que escapara.
Um dos torpedos atingiu o navio, causando uma explosão tão violenta que arruinou três baleeiras de bombordo e matou instantaneamente quatro tripulantes que estavam de serviço da sala de máquinas. A tripulação restante, bem como a guarnição do canhão, conseguiu se salvar através das outras duas baleeiras restantes. Em quarenta minutos o navio estava afundado.
Os sobreviventes foram recolhidos pelo barco-patrulha norte-americano USS PC-492 depois de serem avistados por um avião.

## Consequências
No inquérito que foi aberto no consulado brasileiro de Port of Spain, em Trinidad e Tobago, o capitão Martins afirmou que exercera rigorosa vigilância para que não fosse surpreendido por um ataque. Reclamou, porém, que a falta de bons binóculos prejudicou essa tarefa, bem como asseverou que a tripulação era maior do que o necessário. Para ele, naquele tipo de navio, a guarnição de 52 homens poderia ser reduzida para 42, já inclusos os artilheiros.
Martins também relatou que as ordens sobre as saídas dos navios deveriam ser transmitidas em linguagem cifrada, o que não era muito comum, lembrando, ainda, que o ideal seria que tais saídas fossem determinadas pelo comandante, o que evitaria a navegação em lua cheia por locais infestados de submarinos.